# Школа №3 (фільм)
«Школа № 3» (міжнародна назва — англ. School Number 3) — копродукційний документальний фільм України та Німеччини 2016 року, поставлений Ґеорґом Жено та Єлизаветою Сміт. Світова прем'єра відбулася 15 лютого 2017 року на 67-му Берлінському міжнародному кінофестивалі, де вона здобула Гран-прі програми Generation 14+ . В український кінопрокат фільм вийшов 26 жовтня 2017 року.

## Опис
Фільм про 13 учнів школи № 3 містечка Миколаївка Донецької області. Влітку 2014 року Миколаївка стала свідком та учасником бойових дій. Декілька снарядів потрапили в школу № 3, перетворивши її на одну з руїн міста. Це історія дорослішання 13 підлітків, які пережили війну. Фільм вибудований на їхнії відкритих монологах паралельно з реальним життям. Період, зображений у фільмі, — це межа між війною та миром, дитинством та дорослим життям. Ці діти хочуть бути почутими, і вони мають що сказати. Це фільм про дружбу, перше кохання, плани на майбутнє.

## У головних ролях
- Данило Притула
- Катерина Сергєєва
- Олеся Федіна
- Олександр Бабаков
- Катерина Зав'ялова
- Віктория Бирька
- Владислав Шокун
- Руслан Іванов
- Аліна Кобернік
- Анатолій Скатьков
- Іван Шило
- Вікторія Городинська
- Владислав Чумак

## Знімальна група
- Режисери-постановники — Ґеорґ Жено, Єдизавета Сміт
- Продюсери — Ґеорґ Жено, Єлизавета Сміт
- Співпродюсери — Марко Чік, Даніель Шульц
- Оператор — Христина Лизогуб
- Монтаж — Єлизавета Сміт
- Звукорежисер — Михайло Закутський
- Кольорова корекція — Марина Ткаченко
- Графічний дизайнер — Дарця Люба

## Нагороди та номінації
| Список нагород та номінацій                | Список нагород та номінацій | Список нагород та номінацій                 | Список нагород та номінацій | Список нагород та номінацій | Список нагород та номінацій |
| Кінопремія                                 | Дата церемонії              | Категорія                                   | Номінант(и)                 | Результат                   | Дж                          |
| ------------------------------------------ | --------------------------- | ------------------------------------------- | --------------------------- | --------------------------- | --------------------------- |
| 67-й Берлінський міжнародний кінофестиваль | 2017                        | Гран-прі міжнародного журі Generation KPlus | Школа № 3                   | Перемога                    | [ 4 ] [ 5 ]                 |